# Karl Mejstrik
Karl Mejstrik (fl. XX secolo) è stato un pattinatore artistico su ghiaccio austriaco.
Insieme a Helene Engelmann ha vinto un oro (1913) e un argento (1914) al Campionato mondiale. Nelle competizioni individuali ha vinto due argenti (1910 e 1911) al Campionato nazionale.

## Palmarès

### Coppie con Helene Engelmann
| Internazionali       | Internazionali | Internazionali |
| Evento               | 1913           | 1914           |
| -------------------- | -------------- | -------------- |
| Campionati mondiali  | 1°             | 2°             |
| Nazionali            |                |                |
| Campionati austriaci | 1°             | 2°             |

### Individuale maschile
| Nazionali            | Nazionali | Nazionali |
| Evento               | 1910      | 1911      |
| -------------------- | --------- | --------- |
| Campionati austriaci | 2°        | 2°        |